# Ростилово (Костромская область)
Ростилово — деревня в Нерехтском районе Костромской области. Входит в состав Волжского сельского поселения.

## География
Находится в юго-западной части Костромской области на расстоянии приблизительно 28 км на восток по прямой от районного центра города Нерехта.

## История
Известна была с 1872 года, когда здесь было учтено 26 дворов, в 1907 году отмечено было 27 дворов.

## Население
Постоянное население составляло 153 человека (1872 год), 138 (1897), 180 (1907), 16 в 2002 году (русские 100 %), 5 в 2022.